# Minas (cesarz Etiopii)
Minas (gyyz. ሜናስ, imię tronowe Uenag Seged II i Admas Seged I, gyyz. አድማስ ሰገድ, co znaczy ten któremu kłania się nieboskłon, ur. ? – zm. 1 lutego 1563) – cesarz Etiopii w latach 1559–1563.

## Wczesne lata
Minas pochodził z dynastii salomońskiej. Był synem cesarza Lybne Dyngyla i bratem następnego cesarza Klaudiusza. Według informacji pozyskanych przez Jamesa Bruce'a, szkockiego podróżnika przebywającego w Etiopii w drugiej połowie XVIII wieku, Minas został ożeniony przez ojca z Syllus Hajlą, córką zarządcy Bora i Selaue, Robela. Para miała dwoje dzieci – Wiktora i Teodora. Z kolei w czasie inwazji na Etiopię Ahmada ibn Ibrihima al-Ghaziego, zwanego również imamem Graniem, Minas został pojmany. Muzułmanie traktowali go jako cennego więźnia. Pomimo iż wielu jeńców w tamtych czasach było kastrowanych, za sprawą interwencji żony Grania, Bati de Uambary, Minas szczęśliwie uniknął kastracji i został ponownie ożeniony, tym razem z córką Grania. Syn cesarza znalazł się ponownie w niełasce przetrzymujących go muzułmanów w 1542, gdy zdesperowany w poszukiwaniu sojuszników imam Grań, chciał podarować swojego drogiego więźnia jako prezent sułtanowi Jemenu, w zamian za pomoc militarną. Syn imama został schwytany w 1543 w bitwie pod Wayna Daga, więc Klaudiusz wykorzystał okazję i wykupił brata, wymieniwszy go na syna Grania.

## Początek panowania
Minas objął władzę po śmierci Klaudiusza, poległego w bitwie z muzułmanami w 1559 roku. Nowy cesarz nie cieszył się zbyt dużą popularnością wśród części duchowieństwa i możnowładztwa etiopskiego. Na samym początku panowania odebrał tytuł ytiegie swojej matce – Seble Uengiel. Na miejsce matki, Minas koronował na ytiegie swoją żonę i nadał jej przydomek Admas Mogesa. Reprezentanci etiopskiego duchowieństwa, abba Paweł i abba Zykyrie protestowali przeciwko tej decyzji. Niedługo potem przygotowano zamach na życie cesarza, który jednak się nie powiódł.

## Wyprawy wojenne
W tym samym czasie przeciwko Minasowi podnieśli bunt Felaszowie z prowincji Semien, oraz możnowładca bahyr negasz Izaak, zarządca północnych prowincji Tigraj i Hamasien. Celem Izaaka było zdetronizowanie Minasa i dlatego stworzył on koalicję z członkami cesarskiej rodziny z prowincji Szeua. W 1559 cesarz walczył w Semien z wodzem Felaszów, Redietem. Rok później zmagał się z oddziałami Izaaka. Bahyr negesz miał już w tym czasie swojego pretendenta do tronu, Tezkare Kala, wnuka Lybne Dyngyla. Po klęsce i śmierci poniesionej przez dowódcę cesarskiej armii, Zerę Johannysa, Minas osobiście udał się na wojnę z Izaakiem i Tezkare w 1561 roku. W lipcu tego roku w Uegera cesarz wygrał bitwę, a Tezkaro kazał zrzucić w przepaść ze szczytu góry Lemalemo w prowincji Begiemdyr. Bahyr negesz Izaak zawarł kolejną koalicję z tureckim paszą Massauy Zemurem, oraz z portugalskimi jezuitami. Ci ostatni byli w konflikcie z Minasem, ponieważ on zabronił im działalności misyjnej i zesłał ich do miejscowości Fremona. Nowym pretendentem bahyra negasza Izaaka do tronu stał się Fasil, bratanek cesarza. Bahyr negasz w zamian za pomoc, obiecał Turkom oddanie terytorium rozciągającego się na wybrzeżu Morza Czerwonego od Debaroa, po Massauę, a jezuitom przejście na katolicyzm. W dniu dwudziestego kwietnia 1562 Minas odniósł tryumf nad koalicją, jednak sam Izaak nie został schwytany, ponieważ był zbyt silny militarnie.

## Śmierć
Pod koniec swego życia cesarz walczył z plemionami Doba, oraz Galla. Zmarł w mieście Kolo w 1563 po ataku gorączki, spowodowanej żółtą febrą, choć według europejskich badaczy, Joba Ludolfa, oraz Baltazara Télleza, Minas został zabity podczas ucieczki z pola bitwy. Następcą na tronie Etiopii po śmierci cesarza został jego syn, trzynastoletni Sertse Dyngyl.